# Kurenwimpel

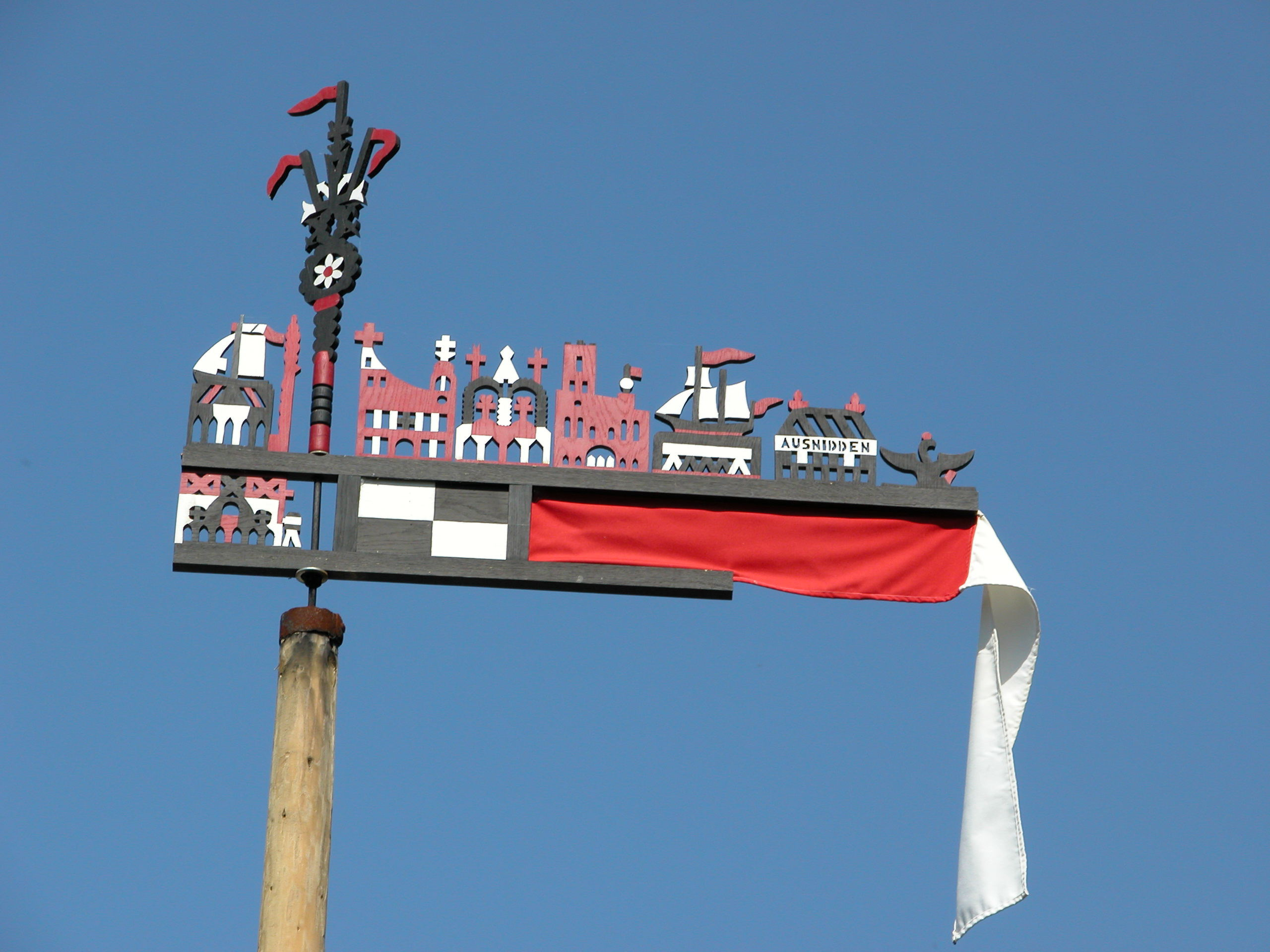
Kurenwimpel in Nidden

Mit dem Kurenwimpel am Masttopp zeigten Fischer am  Kurischen Haff ihren Heimathafen an. Der Wimpel diente auch als Windfahne, nach der gesegelt wurde.

## Geschichte
Im Jahr 1844 wurde von der Regierung in Königsberg für 136 fischereiberechtigte Ortschaften der beiden preußischen Haffe verordnet, „daß jeder Berechtigte bei Ausübung der Fischerei... auf der Spitze des Mastes eine wenigstens zwei Fuß lange und einen Fuß breite Flagge von derjenigen Farbe, welche der Ortschaft, woselbst er seinen Wohnsitz hat, von der Regierung erteilt worden ist, führen soll.“
Mit dieser Maßnahme sollte die Kontrolle der Fischerei erleichtert werden, weil immer wieder Fischer bei der unberechtigten Ausübung des Fischfangs angetroffen wurden. Wer ohne Ortsflagge fuhr, wurde mit 1 bis 10 Talern Strafe belegt, wer mit falscher Flagge segelte, zahlte zwischen 10 und 50 Talern. Die Orte der Ostküste des Kurischen Haffes fuhren mit rot-weißer Kennzeichnung, die Südküste hatte Blau-Gelb. Die Orte auf der Kurischen Nehrung führten die Farben Schwarz-Weiß.
Heute sind Kurenwimpel ein beliebtes Touristensouvenir für Besucher insbesondere der litauischen Seite des Kurischen Haffs, dem ehemaligen Hauptsiedlungsgebiet der nehrungskurisch sprechenden Fischerbevölkerung, den Nehrungskuren, oft einfach „Kuren“ genannt. Sie waren aber allen Fischerdörfern rund um die beiden Haffe vorgeschrieben, die landläufig ebenfalls „Kuren“ genannt wurden.

## Schematischer Aufbau

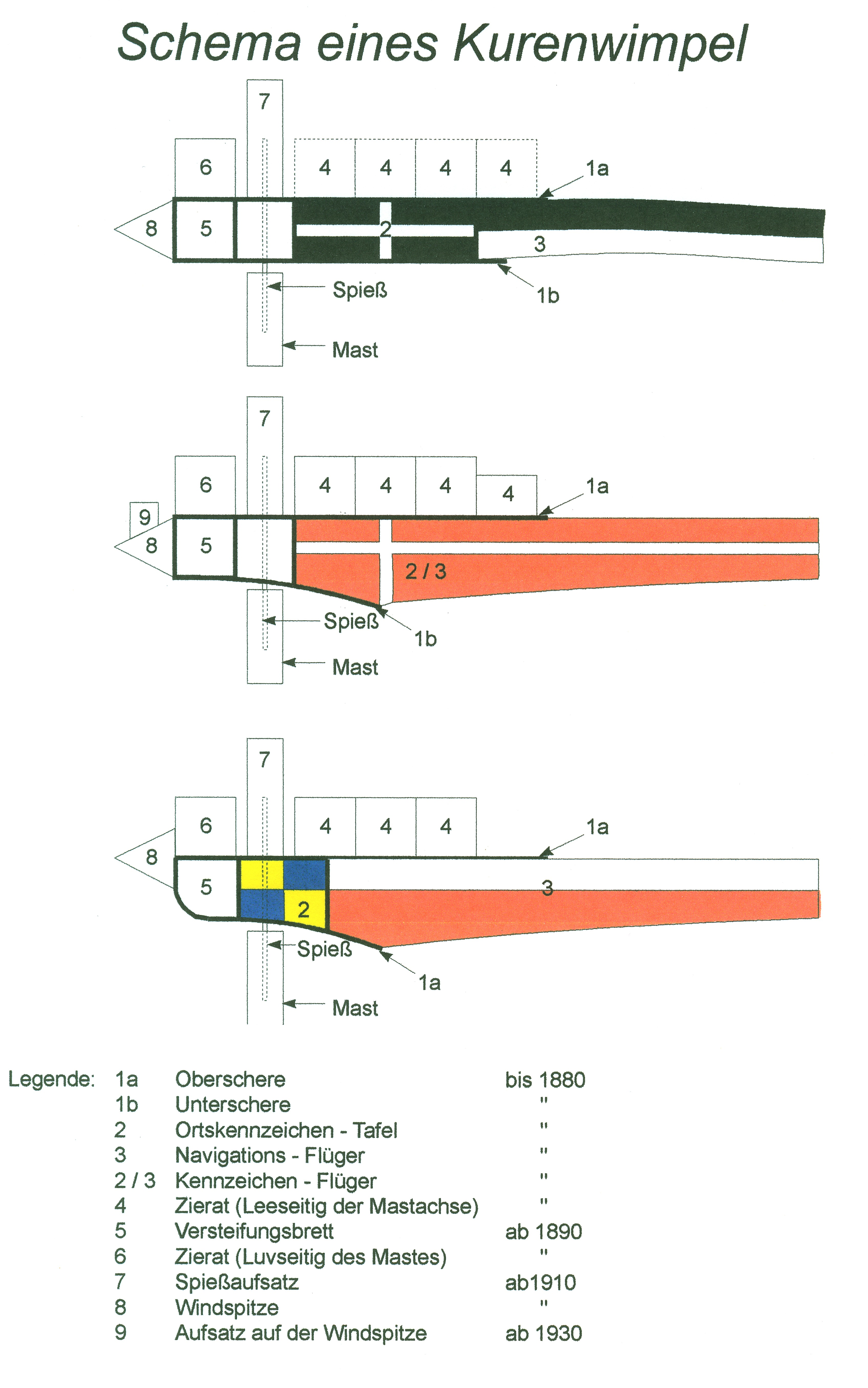
Schema des Kurenwimpels

Der Wimpel an der Spitze des Mastes ist in fünf Abschnitte gegliedert, wobei der erste zum Bug zeigt, der zweite auf dem Mast steht und die letzten drei Teile zum Heck gerichtet sind.
1. (zum Bug zeigend) Symbole der Elementarkräfte: Mond (kleine Raute), Sonne (große Raute) und Windbänder symbolisieren die Himmelskörper. „Damit diese Kräfte dem Fischer günstig seien, fügt er sein Symbol der Hoffnung und des friedlichen Zusammenlebens hinzu, ein Kreuz im Quadrat. Das Quadrat und das Kreuz zeugen von der Wechselwirkung der Religionen, der alten heidnischen und der heutigen christlichen.“ Der obere Teil des Wimpels zeigt ein Symbol des Wohlstands. Er verweist darauf, was der Fischer besitzt, z. B. sein Haus, sein Vieh. Hier ist auch der Ort zur Darstellung von Dorfansichten.
2. (auf der Mastspitze) Symbol des Glaubens: Alte und neue Götter schützen den Besitz des Fischers und seiner Familie. Häufig zu finden ist die Darstellung des Wellengottes Bangputtis, dessen eine Hand zum Himmel und dessen andere Hand auf die Wellen zeigt. Was aussieht wie eine Harfe oder Lyra sind symbolisierte Schlangen, die für die Erdgöttin stehen. Eingearbeitet wird oft ein Kreuz. Ein Kleeblatt steht für Erfolg und Glück.
3. Symbol der Familie: Das nach oben herausragende Kreuz zeigt, dass der Fischer die Achtung seiner Familie genießt. Ein Kreuzchen von einem Kreis umgeben stellt die Ehefrau dar, am Rand werden die Kinder symbolisiert.
4. Besitz: Ein T zeigt einen Kurenkahn an, nach unten offene Dreiecke zeigen die Anzahl von sonstigen Booten an. Hier werden auch andere irdische Errungenschaften (oder Träume) dargestellt wie ein Fahrrad oder ein großes Haus.
5. Arbeit: Die Anzahl der Helfer wird durch Löcher in der Mütze des Fischers dargestellt. Handelt es sich um einen Verwandten, dann wird es durch eine Abzweigung vom Kreuzlein gezeigt.

Unter den Teilen 3. und 4. befindet sich waagerecht das hölzerne Schild mit den Farben des Heimathafens. Unter Teil 5. flattert der Wimpel. Alle Schilde mit den Ortskennungen sind waagerechte Rechtecke.

## Kurenwimpel am Kurischen Haff

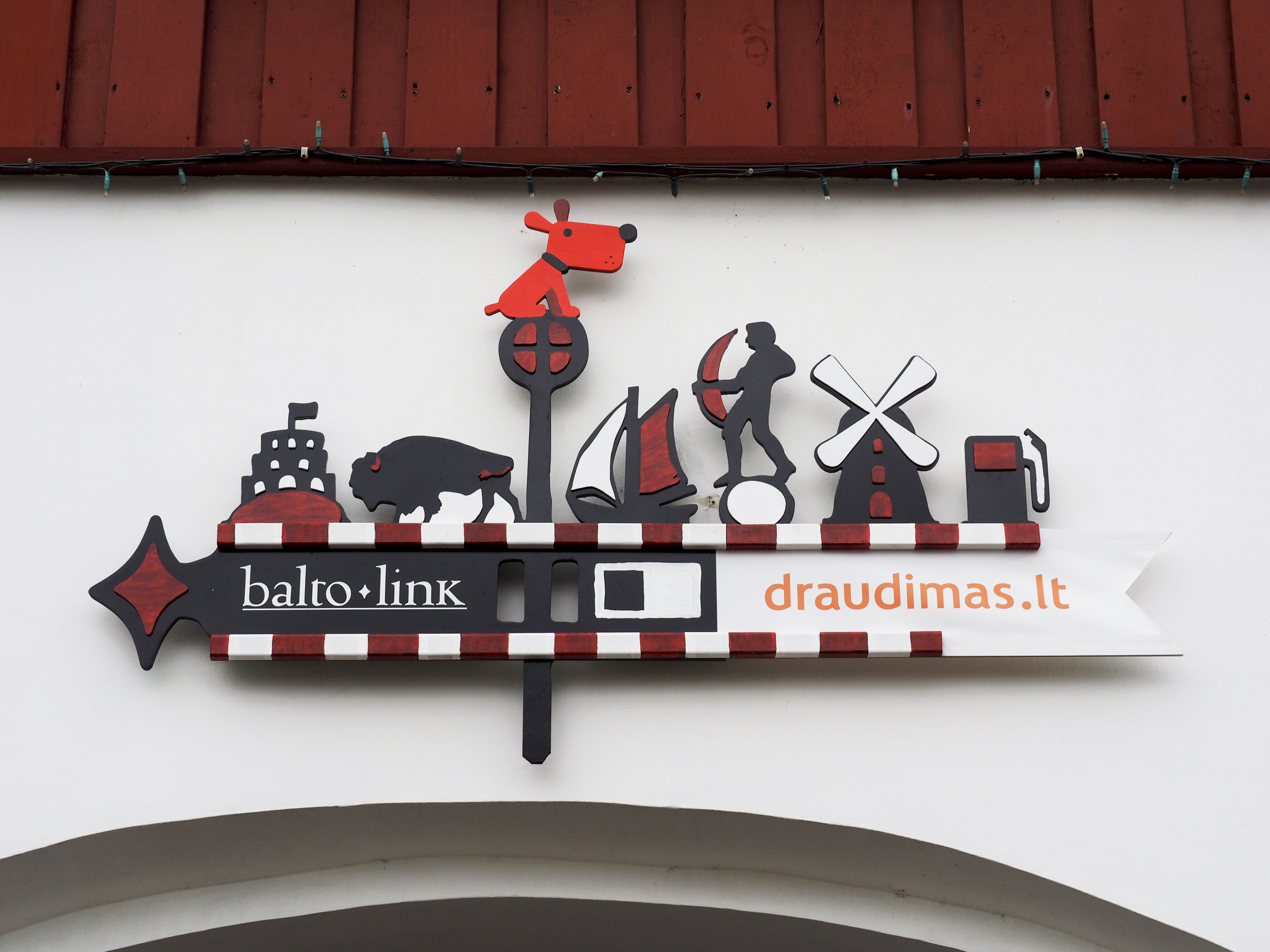
Kurenwimpel in Klaipėda

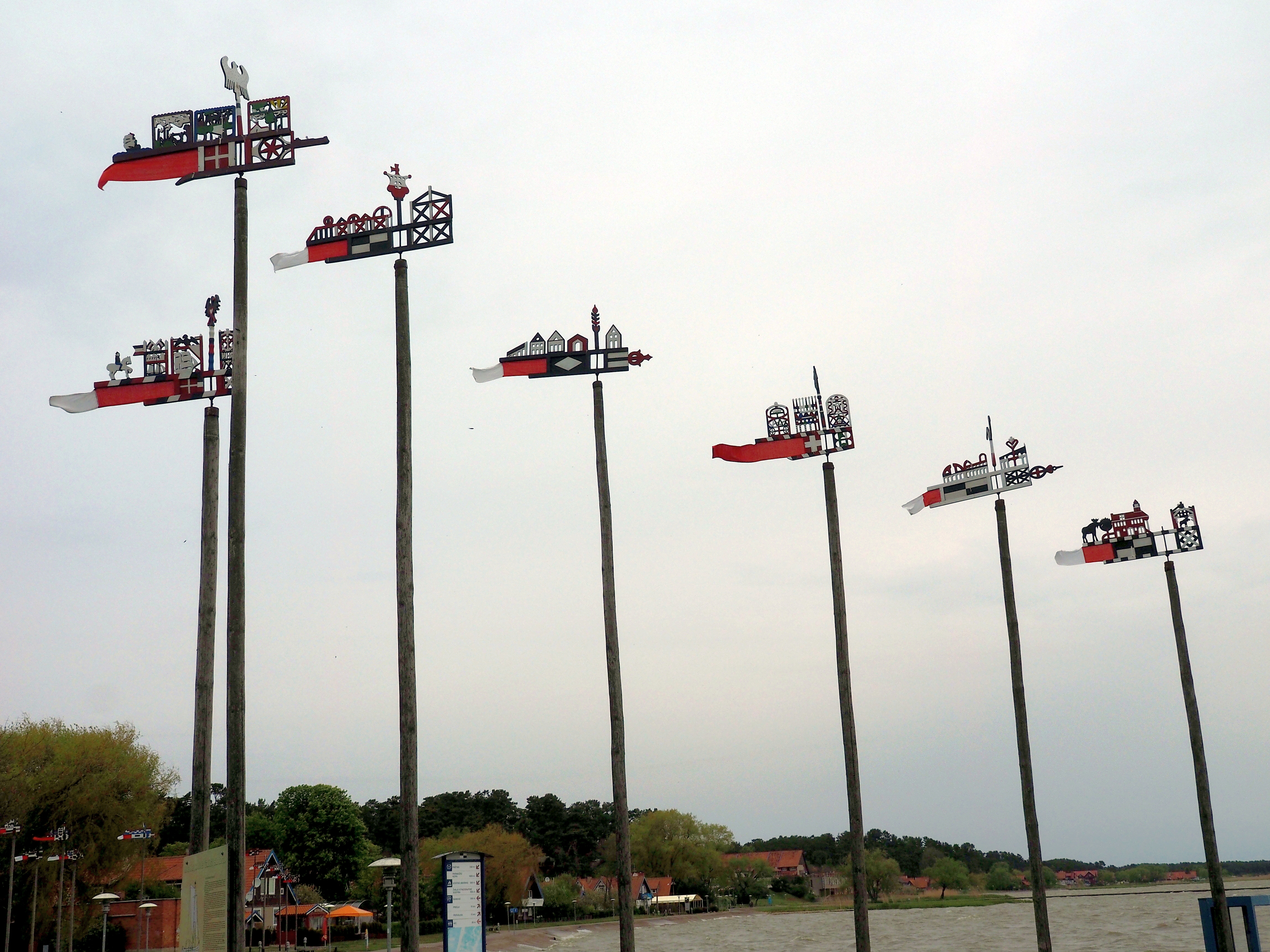
Kurenwimpel im Hafen von Nida

### Schwarz-Weiß
- Memel / (Klaipėda): senkrecht in der Mitte geteilt, links schwarz, rechts weiß
- Bommelsvitte / Vitė: waagerecht in der Mitte geteilt, oben schwarz, unten weiß
- Amtsvitte: schwarzer Grund mit weißem Kreuz mittig
- Süderspitze, Sandkrug / Smiltynė: diagonal geteilt von links unten nach rechts oben, oben links schwarz, unten rechts weiß
- Schwarzort / Juodkrantė: weißer Grund, schwarzes Kreuz mittig
- Perwelk / (Pervelka), Negeln: weißer Grund, kleines waagerechtes Rechteck in der Mitte
- Preil / (Preila), Karwaiten: diagonal geteilt von links unten nach rechts oben, links oben weiß, rechts unten schwarz
- Nidden / (Nida): vier kleine Rechtecke, oben links und unten rechts schwarz, unten links und oben rechts weiß
- Purwin (Ort) / Purvinė: schwarzer Grund und weiße Raute in der Mitte (stumpfe Winkel oben und unten)
- Pillkoppen / ru. Morskoje; Морское: in vier Dreiecke aufgeteilt, links und rechts weiß, oben und unten schwarz
- Rossitten / ru. Bogatovo / Rybatschi; Рыбачий , Kunzen/ ru. Kransoeče: waagerecht geteilt, oben weiß, unten schwarz
- Sarkau / ru. Lesnoi; Лесной : senkrecht geteilt, links weiß, rechts schwarz

### Blau-Gelb
- Cranzbeek, Cranzbeekinsel, Fischerbude: aufgeteilt in vier Rechtecke, links unten und rechts oben gelb, links oben und rechts unten blau
- Bledau / ru. Sosnowka: blauer Grund und großen gelbes Rechteck in der Mitte
- Pomehnen: blauer Grund, gelbes Kreuz über die Diagonalen
- Neufitte: gelber Grund, blaues Kreuz
- Stombeck / ru. Ribnoje: blauer Grund, gelbes Kreuz
- Schmiedehnen / ru. Kiewskoe: aufgeteilt in vier Dreiecke, links und rechts blau, oben und unten gelb
- Sudnicken / ru. Pirogowo: gelber Grund, blaue Raute in der Mitte (stumpfe Winkel unten und oben)
- Schaaksvitte / ru. Kaschirskoje: blauer Grund, gelbe Raute in der Mitte (stumpfe Winkel unten und oben)
- Wesselhöfen / ru. Wassijlewskoje: blauer Grund, mittelgroßes gelbes Rechteck in der Mitte
- Konradsvitte: aufteilt in drei waagerechte Felder, oben und unten blau, Mitte gelb
- Steinort / ru. Primorskoje: aufgeteilt in drei waagerechte Felder, oben und unten gelb, Mitte blau
- Postnicken / ru. Saliwnoje: waagerecht aufgeteilt, oben blau, unten gelb
- Willmanns / ru. nicht bekannt: senkrecht aufgeteilt in drei Felder, links und rechts blau, Mitte gelb
- Tactau und Kampken (zu Adl. Lablack) / ru. Ijulskoje und Uschakowka: senkrecht aufgeteilt in drei Felder, links und rechts gelb, Mitte blau
- Tactau (zu Adl. Pareyken) / ru. Turgenewo: senkrecht aufgeteilt, links blau, rechts gelb
- Rinderort / ru. Saliwino: gelb
- Haffwinkel / ru. Saliwino,  Labagienen: aufgeteilt in vier Rechtecke, links unten und rechts oben blau, links oben und rechts unten gelb
- Deimemünde, Peldszen: senkrecht aufgeteilt: linke Hälfte gelber Grund, rechte Hälfte blauer Grund, mittelgroßes Rechteck in der Mitte: linke Hälfte blau, rechte Hälfte gelb

### Rot-Weiß
- Möwenort / ru. Rasino, Juwendt: weißer Grund, rotes Kreuz über die Diagonalen
- Heidendorf: aufgeteilt in sechs Rechtecke, rot: links und rechts oben und Mitte unten, weiß: links und rechts unten, Mitte oben
- Groß Friedrichsgraben, Ludendorff: roter Grund, weißes Kreuz über die Diagonalen
- Elchwerder / ru. Golowkino, Nemonien: roter Grund, weißes Kreuz
- Gilge / ru.  Matrossowo; Матросово: weißer Grund, rotes Kreuz
- Tawe / ru. Saliwino: roter Grund, großes weißes Rechteck in der Mitte
- Inse / ru. Pričaly: weißer Grund, großes rotes Rechteck in der Mitte
- Loye / ru. Rybače: roter Rand, weißer Rand darinnen, rotes Rechteck in der Mitte
- Lökerort (im 19. Jahrhundert eingegangen): weißer Grund, je linke und rechte Hälften senkrechte rote Rechtecke
- Karkeln / ru. Myssowka; Мысовка: roter Grund, je linke und rechte Hälfte senkrechte weiße Rechtecke
- Ackminge, Ibenwerder / ru. Zelenec: roter Grund, mittelgroßes weißes Rechteck in der Mitte
- Skirwieth / ru. Borovoe / Skirvytė: weißer Grund, mittelgroßes rotes Rechteck in der Mitte
- Warruß / Vorusnė: senkrecht aufgeteilt, beide Hälften je drei Dreiecke: linke Hälfte oben und unten rot (rechtwinklig), Spitzen nach rechts, Mitte weiß (gleichseitig), Spitze nach links; rechte Hälfte oben und unten weiß (rechtwinklig), Spitzen nach links, Mitte rot (gleichseitig)
- Pokallna / Pakalnė: rotes gleichschenkliges Dreieck mit Spitze bis zum rechten Rand, rechts oben und unten weiße rechtwinklige Dreiecke, Spitzen bis zum linken Rand
- Minge / Minė: über die Diagonale geteilt, links oben rot, rechts unten weiß
- Sturmen: weißer Grund, roter Streifen von links unten nach rechts oben
- Blaszen / Božiai: roter Grund, weiße Raute in der Mitte (stumpfe Winkel unten und oben)
- Stankischken / Stankiškiai: weißer Grund, rote Raute in der Mitte (stumpfe Winkel unten und oben)
- Feilenhof / Muižė: aufgeteilt in drei Dreiecke, großes rotes mit der Basis unten und der Spitze nach oben, oben links und rechts weiß
- Suwehnen / Suvernai: aufgeteilt in vier Dreiecke mit den Spitzen zur Mitte, links und rechts rot, oben und unten weiß
- Paweln / Povilai: aufgeteilt in vier Dreiecke mit den Spitzen zur Mitte, links und rechts weiß, oben und unten rot
- Szauken / Žiaukai: aufgeteilt in fünf waagerechte Streifen, oben, mittig, unten rot, dazwischen weiß
- Kinten / Kintai und Beckern: aufgeteilt in drei waagerechte Streifen, oben und unten weiß, mittig rot
- Ogeln / Uogaliai und Bliematzen / Macblydžiai: aufgeteilt in drei waagerechte Streifen, oben und unten rot, mittig weiß
- Kischken / Kiškiai und Prätzmen / Precmai: waagerecht aufgeteilt, unten weiß, oben rot
- Gaitzen / Gaicai: weißer Grund, linkes Viertel senkrecht rot
- Schwenzeln / Svencelė: aufgeteilt in drei senkrechte Felder, links und rechts rot, mittig weiß
- Drawöhnen / Dreverna: aufgeteilt in drei senkrechte Felder, links und rechts weiß, mittig rot
- Klischen / Klišiai: weißer Grund, rechtes Drittel senkrecht rot
- Schäferei / Lūžija: roter Grund, rechtes Drittel senkrecht weiß
- Starrischken / Stariškė: linkes Viertel senkrecht weiß, rechte drei Viertel roter Grund mit weißem Balken von rechts unten nacht links oben zum Rand des weißen Viertels
- Schmelz / Smeltė: linkes Viertel senkrecht rot, rechte drei Viertel waagerecht in drei Streifen aufgeteilt, oben und unten weiß, mittig rot